# Nassauia
Nassauia is een geslacht van vliesvleugeligen uit de familie Encyrtidae. De wetenschappelijke naam van dit geslacht is voor het eerst geldig gepubliceerd in 1932 door Girault.

## Soorten
Het geslacht Nassauia omvat de volgende soorten:
- Nassauia atoma Girault, 1932
- Nassauia secunda Girault, 1932